# 林鴻明
參數所指定的目標頁面不存在，建議更正成存在頁面或直接建立下列一個頁面（建立前請先搜尋是否有合適的存在頁面可以取代）：
- 林鴻明 (製作人)

林鴻明（1955年—）是中華民國企業家，出生於台北縣三重鎮，為宏國集團第二代經營者、「三重幫」要員，曾任台北101董事長、宏國集團副董事長、宏國建設副董事長。2018年，因金尚昌掏空案被臺灣高等法院判處有期徒刑10年。

## 早年
林鴻明出生於1955年的台北縣三重鎮，父為宏國集團創辦人林堉琪、母親為林謝罕見、舅舅謝隆盛在前總統李登輝年代，擔任國民大會副議長、叔叔是宏泰建設董事長林堉璘。林鴻明為家中長子，下有次子林鴻道、三子林鴻志與長女林瑞美，後畢業於淡江大學化工系。父親林堉琪於45歲因直腸癌逝世，由林謝罕見接任宏國集團董事長，身為長子的林鴻明與次子林鴻道隨之出任集團副董事長。

## 台北101

### 建造與獲獎
林鴻明在集團任內推動的最主要成就即主導「台北101」（原名「台北國際金融中心」）計畫，這是一個集興建-營運-移轉為一體的個案，並有「台北101購物中心」、「台北101辦公大樓」以及「台北101觀景台」三個營運單位:66。臺灣屬強烈颱風與強烈地震頻繁地區，建造期間還遭逢「九二一大地震」與「911事件」，使團隊倍感壓力，而林鴻明每天與總設計師李祖原和設計規劃團隊每天早晚兩次會議，最終於1999年9月動工、2004年12月31日建成。「台北101」創下許多台灣的第一記錄，它是第一個由政府和民間業者合作開發的大型BOT案、建成後在2004年12月31日至2010年1月4日期間為世界第一高樓，而至2019年仍為世界第十高樓，也是在地震帶最高的高樓大廈。2019年，「台北101」獲得「世界高層建築與都市人居學會」（CTBUH）頒發「全球50最具影響力高層建築」獎項。

### 招商行銷
林鴻明在規劃「台北101」招商期間的2002年，台北市A級辦公大樓空置率創新高，因此外界對於辦公大樓的業務頗無信心，2008年末，正逢「台北101」人事案緊繃之際，兆豐金控為了穩定台北101的管理階層，在幾經考量下，決定由政商關係良好、又是最了解「台北101」之一的林鴻明接替陳敏薰代理董事長，2009年接任董事長。林鴻明任內改善經營模式，其甫一上任就宣布改造101購物中心4樓為全球型精品旗艦店樓，「台北101」也成為台灣第一個真正的購物中心，在初期不斷調整業務型態一應市場需求，成功將其自2004年開幕後以來每年虧損的狀態轉為盈利，2006年最多負債達17.4億元，而林鴻明接任後隔年上半首度出現1.23億元的盈餘，101也在開放招租後僅一年便有60％，而一般新建辦公大樓則要歷經三年才有80％。2010年，「台北101」再展開一項三年重整計畫以提高租金營收，以高收益的精品大店取代租金較低的餐飲空間，室內廣場也重新塑造為高檔時尚商品專賣，去除原傳統零售業的型態，2012年重整計畫執行完後，「台北101」已為台北市具世界級最新購物體驗的場所:69。
值得一提的是，臺灣自2004年起每年著名的跨年活動——台北101煙火秀也是由林鴻明規劃而來。源於2004年「台北101」完工後，林鴻明與團隊在空地施放沖天炮、聯想外國雪梨、紐約時代廣場等地的跨年倒數景象，儘管在2004年大樓的連結系統尚未完全串接、無法自動控制101外牆的照明燈的條件下，林鴻明仍以團隊手動控制建築照明燈的明滅，於當年試行了第一次僅30秒的短暫煙火秀，並施行至今。

### 綠建築
林鴻明任內受女兒林鈺芳影響，於「台北101」推動綠建築設計，後者是宏國集團引進該技術的主要推手，並取得林鴻明的支持，「台北101」是全台灣第一棟禁煙的辦公大樓，並追求節能和廢棄物減量、回收再利用的措施:70，為此自2009年進行為期一年半、耗費6000萬的綠化改造工作，一年可節省2000萬能源費用，僅以三年時間便回收了投資成本，達到節電10％、節水10％、垃圾減量10％，同時也申辦環保綠建築黃金標準的LEED（領先能源與環境設計）認證，2011年7月取得白金級認證，從而成為全球最高的綠色建築，一定程度上也提高台灣其他大樓業主與開發商環保意識:70。此外101大樓還在租約與租戶手冊推出「綠色條款」，提供應符合環保標章、資源回收、節水節能的減碳環境，被稱作符合全球趨勢的「綠租約」。

## 金尚昌掏空案

### 審理
台北地檢署調查，上市公司金尚昌開發在1999年以新北市淡水區米蘭、水仙附近幾十筆土地向中聯信託貸款新台幣18億5500萬元，事後金尚昌未依約還款，原本約定兩年後償債，事後僅還息、未還本，中聯信託將其列為不良債權拍賣，轉賣給其他建設公司套利，金尚昌沒將相關交易揭露在財報上，涉掏空資產、違反《證交法》。依照金融法規，類似不良債權不得由原本公司或相關人購買。由於1986年宏國集團成立金尚昌開發的前身「林三號國際發展」，1994年林三號國際發展買下中聯信託，兩家都是上市公司，因此檢調搜索林鴻明位於台北101的辦公室及住處，查出林鴻明將套利的6億元透過人頭帳戶匯往香港後又匯回台灣。2009年，臺灣證券交易所將金尚昌開發股票轉為全額交割股。
2012年9月，台北地檢署約談林鴻明，認定涉犯重罪、不法所得逾新台幣一億元，有逃亡、串證之虞，向台北地方法院聲押禁見，羈押4個月。
檢方認定林鴻明經不動產公司估價，評估水仙段土地開發獲利約新台幣25億元，先透過宏國建設副總經理林南聰拜託白天鵝建設以新台幣12億元標走土地，再由實際上由林鴻明一人支配的人頭公司「啟揚」用新台幣12億100萬元向白天鵝買回土地，之後與大隱建設合蓋豪宅「藍海」，賺取利潤新台幣10.22億元。價值新台幣12億餘元的米蘭段土地，則在買主王在山等三人以7.9億元取得所有權後，由林鴻明再以新台幣5億元買回。檢方認為林鴻明將獲利的新台幣10多億元藏放在兩名人頭名下。檢方於起訴書上指出，林鴻明得知中聯信託將把金尚昌的不良債權打折出售，涉嫌指示林南聰、金尚昌公司總經理陳祈蒼等人，先成立啟揚，然後出資12億元找白天鵝建設出面向中聯買金尚昌的不良債權，由白天鵝建設在2005年以新台幣12億元標得；兩個月後，白天鵝僅加價100萬元，就將土地轉賣給啟揚。另外還召開金尚昌董事會決議將水仙段地段以物抵債把土地過戶給啟揚，啟揚取得土地所有權後即與建商合建藍海等豪宅；林鴻明另將米蘭段土地出售，獲利新台幣12億元。
2013年1月23日，檢方將林鴻明、陳祈蒼、金尚昌財務長董翠華及林南聰等4人依違反《證交法》等罪嫌起訴，其中林鴻明犯罪所得逾新台幣10億元，遭求刑12年、併科罰金新台幣4億元。合議庭最後裁定林以新台幣1億元交保，這是臺灣史上第三高的保證金額，限制出境。陳祈蒼主動供稱，林鴻明在檢調偵辦期間仍擔任台北101大樓董事長，且曾先後找他和董翠華教導如何套招及應對檢調人員的訊問；並指出，掏空林三號的金尚昌幕後操盤手就是林鴻明。

### 判決
林鴻明經檢察官王鑫健偵結提起公訴，涉嫌觸犯《證券交易法》、牟取不法利益超過10億，檢方求刑12年併科罰金4億元。林鴻明、董翠華及陳祈蒼三人觸犯證交法第171條第1項第1、2、3款等3項罪名，且犯罪所得金額達1億元以上，應依證交法第171條第2項處7年以上有期徒刑，得併科2500萬以上5億以下罰金。2015年10月28日，二審判決林鴻明依證券交易法的隱匿財報不實罪判1年8月、偽造公文書罪判3月，而被控詐貸一億元等犯行均無罪。高院合議庭指出，審酌林鴻明所犯都不是重罪，因此解除他的限制出境、住居、出海等強制處分。然而最高法院認為高院指財報不實部分的理由不完備，撤銷發回更審，由高院進行更一審。2018年12月20日，高院更一審認為，林鴻明具相當社經地位，有一定影響力，卻精心謀劃、主導使公司為不利益的交易，還公告不實財務報告及財務業務文件，不但直接導致公司、股東權益受損，也危害證券市場穩定，事後還卸責，「呈現相當之惡性」不容輕縱，因此依修正前證券交易法使公司為不利益交易、行為負責人公告不實等3罪判林鴻明10年有期徒刑，而未扣案的4億9746萬犯罪所得沒收。

## 家庭
林鴻明育有女兒林鈺芳和兩個兒子，林鈺芳曾任宏國開發執行長。

## 來源
1. 1 2  陳瑩欣、張嘉伶. . 蘋果新聞網.   [2019-10-15]. （原始内容存档于2019-10-15） （中文）.
2. 1 2 3  . www.ettoday.net.   [2019-12-29]. （原始内容存档于2020-04-04） （中文）.
3. ↑  . big5.china.com.cn.   [2019-10-19]. （原始内容存档于2019-10-19） （中文）.
4. 1 2  . 蘋果新聞網. 2013-01-25  [2019-10-19]. （原始内容存档于2019-10-19） （中文）.
5. ↑  . www.setn.com. 2015-06-17  [2019-10-19]. （原始内容存档于2019-10-19） （中文）.
6. 1 2 3 4  Harace Lin; Yvonne Lin. . CTBUH (CTBUH 2012 9th World Congress, Shanghai). 2012 （中文）.
7. 1 2 3  .   [2019-12-29]. （原始内容存档于2020-09-18） （中文）.
8. ↑  陳韋璇. . 好房網News. 2012-09-28  [2019-10-14]. （原始内容存档于2019-10-14） （中文）.
9. ↑  蔣士棋. . 天下雜誌.   [2019-12-08]. （原始内容存档于2020-04-04） （中文）.
10. ↑  謝振寶. . 工商時報. 2019-12-26  [2019-12-30]. （原始内容存档于2020-04-04） （中文）.
11. ↑  . 數位時代. 2009-11-03  [2019-12-08]. （原始内容存档于2020-04-04） （中文）.
12. 1 2  Tsai, Lulu. . Taiwan Tatler. 2018-08-08  [2019-10-19]. （原始内容存档于2019-10-19） （中文）.
13. ↑  . 台灣環境資訊協會-環境資訊中心.   [2019-12-08]. （原始内容存档于2020-04-04） （中文）.
14. ↑  . www.ettoday.net.   [2019-10-19]. （原始内容存档于2015-05-19） （中文）.
15. 1 2  . ec.ltn.com.tw. 2013-01-24  [2019-10-19]. （原始内容存档于2019-10-19） （中文）.
16. ↑  . 自由電子報. 2013-01-23  [2019-10-19]. （原始内容存档于2019-10-19） （中文）.
17. 1 2 3 4  王宏舜. . 聯合新聞網.   [2019-10-19]. （原始内容存档于2019-08-28） （中文）.
18. ↑  . 好房網News. 2015-10-28  [2019-10-19]. （原始内容存档于2020-04-04） （中文）.
19. ↑  . www.ettoday.net.   [2019-10-19]. （原始内容存档于2020-04-04） （中文）.
20. ↑  張國仁. . tw.news.yahoo.com.   [2019-10-19]. （原始内容存档于2019-10-19） （中文）.
21. ↑  . ec.ltn.com.tw. 2015-10-28  [2019-10-19]. （原始内容存档于2018-12-16） （中文）.

| 前任： 陳敏薰 | 台北101董事長 2009年1月1日－2012年10月2日 | 繼任： 宋文琪 |